# Olympische Winterspiele 1988/Teilnehmer (Jamaika)
| Gelbes Symbol für Goldmedaillen mit stilisierten Olympischen Ringen | Graues Symbol für Silbermedaillen mit stilisierten Olympischen Ringen | Braundes Symbol für Bronzemedaillen mit stilisierten Olympischen Ringen |
| ------------------------------------------------------------------- | --------------------------------------------------------------------- | ----------------------------------------------------------------------- |
| —                                                                   | —                                                                     | —                                                                       |

Jamaika nahm an den Olympischen Winterspielen 1988 im kanadischen Calgary mit vier Athleten teil.
Es war die erste Teilnahme Jamaikas an Olympischen Winterspielen.
Einzige Starter des Landes waren die Mitglieder der jamaikanischen Bobmannschaft, die medial zwar als Kuriosum für großes Aufsehen sorgte, sportlich aber unbedeutend blieb. Der Viererbob stürzte und kam nicht in das Endklassement, während der Zweierbob zumindest das Ziel erreichte und Platz 30 unter 41 gestarteten Bobs belegen konnte.

## Teilnehmer nach Sportarten

### Bob
| Athleten                                              | Wettbewerb | Lauf 1      | Lauf 1 | Lauf 2      | Lauf 2 | Lauf 3      | Lauf 3 | Lauf 4      | Lauf 4 | Gesamt      | Gesamt |
| Athleten                                              | Wettbewerb | Zeit        | Rang   | Zeit        | Rang   | Zeit        | Rang   | Zeit        | Rang   | Zeit        | Rang   |
| ----------------------------------------------------- | ---------- | ----------- | ------ | ----------- | ------ | ----------- | ------ | ----------- | ------ | ----------- | ------ |
| Männer                                                |            |             |        |             |        |             |        |             |        |             |        |
| Dudley Stokes Michael White                           | Zweierbob  | 1:00,20 min | 34     | 1:00,56 min | 22     | 1:01,87 min | 31     | 1:01,23 min | 30     | 4:03,86 min | 30     |
| Dudley Stokes Michael White Devon Harris Chris Stokes | Viererbob  | 58,04 s     | 24     | 59,37 s     | 25     | 1:03,19 min | 26     | DNF         | DNF    | DNF         | DNF    |

## Trivia
Der Film Cool Runnings – Dabei sein ist alles basiert lose auf der Geschichte des jamaikanischen Bobteams bei den Olympischen Winterspielen 1988.